# Antoni Ivanov
Antoni Valeri Ivanov (in bulgaro Антони Валери Иванов?; Sofia, 11 settembre 1995) è un calciatore bulgaro, centrocampista dell'Hermannstadt.

## Carriera
Ha giocato nella massima serie dei campionati bulgaro e rumeno.